# Élections régionales de 1985 en Sarre
Les élections régionales de 1985 en Sarre (en allemand : Landtagswahl im Saarland 1985) se tiennent le 10 mars 1985 afin d'élire les 51 députés de la 9e législature du Landtag pour un mandat de cinq ans.
Le scrutin est marqué par la victoire du SPD, qui remporte l'exacte majorité absolue des sièges. Oskar Lafontaine est ensuite investi ministre-président et provoque la première alternance depuis 1955.

## Mode de scrutin
Le Landtag est constitué de 51 députés (en allemand : Mitglied des Landtags, MdL), élus pour une législature de cinq ans au suffrage universel direct et suivant le scrutin proportionnel d'Hondt.
Chaque électeur dispose d'une voix, qui compte double : elle lui permet de voter pour une liste de candidats, le Land comptant un total de trois circonscriptions plurinominales ; elle est alors automatiquement attribuée au parti politique à laquelle cette liste est rattachée.
Lors du dépouillement, l'intégralité des 51 sièges est répartie en fonction des voix attribuées aux partis, à condition qu'un parti ait remporté 5 % des voix au niveau du Land. La répartition est ensuite répétée dans les trois circonscriptions.

## Campagne

### Principales forces
| Parti | Parti                                                                              | Chef de file                             | Résultats de 1980          |
| ----- | ---------------------------------------------------------------------------------- | ---------------------------------------- | -------------------------- |
|       | Parti social-démocrate d'Allemagne Sozialdemokratische Partei Deutschlands         | Oskar Lafontaine                         | 45,4 % des voix 24 députés |
|       | Union chrétienne-démocrate d'Allemagne Christlich Demokratische Union Deutschlands | Werner Zeyer (Ministre-président)        | 44,0 % des voix 23 députés |
|       | Parti démocrate de la Sarre Demokratische Partei Saar                              | Horst Rehberger (Ministre de l'Économie) | 6,9 % des voix 4 députés   |

## Résultats

### Voix et sièges
| Parti                             | Parti                                        | Voix    | Voix  | Sièges | Sièges        | Sièges | Sièges | Sièges        |
| Parti                             | Parti                                        | Votes   | %     | Circ.  | +/-           | Land   | Total  | +/-           |
| --------------------------------- | -------------------------------------------- | ------- | ----- | ------ | ------------- | ------ | ------ | ------------- |
|                                   | Parti social-démocrate d'Allemagne (SPD)     | 346 595 | 49,17 | 21     | 2             | 5      | 26     | 2             |
|                                   | Union chrétienne-démocrate d'Allemagne (CDU) | 262 975 | 37,31 | 16     | 3             | 4      | 20     | 3             |
|                                   | Parti démocrate de la Sarre (FDP/DPS)        | 70 713  | 10,03 | 4      | 1             | 1      | 5      | 1             |
|                                   | Les Verts (Grünen)                           | 17 642  | 2,50  | 0      | en stagnation | 0      | 0      | en stagnation |
|                                   | Parti national-démocrate d'Allemagne (NPD)   | 4 659   | 0,66  | 0      | Nv.           | 0      | 0      | Nv.           |
|                                   | Parti communiste allemand (DKP)              | 2 317   | 0,33  | 0      | en stagnation | 0      | 0      | en stagnation |
|                                   |                                              |         |       |        |               |        |        |               |
| Votes valides                     | Votes valides                                | 704 901 | 98,25 |        |               |        |        |               |
| Votes blancs et nuls              | Votes blancs et nuls                         | 12 547  | 1,75  |        |               |        |        |               |
| Total                             | Total                                        | 717 448 | 100   | 41     | en stagnation | 10     | 51     | en stagnation |
| Abstentions                       | Abstentions                                  | 126 590 | 15,00 |        |               |        |        |               |
| Nombre d'inscrits / participation | Nombre d'inscrits / participation            | 844 038 | 85,00 |        |               |        |        |               |

### Analyse
Enregistrant une nouvelle progression, le SPD frôle la majorité absolue en voix et remporte l'exacte majorité absolue des sièges du Landtag, cinq après être devenu le premier parti de la Sarre. L'accession au pouvoir d'Oskar Lafontaine marque ainsi la première alternance dans le Land depuis son intégration à l'Allemagne de l'Ouest 30 ans plus tôt. La CDU du ministre-président Werner Zeyer, au pouvoir depuis six ans, repasse pour la première fois sous la barre des 40 % depuis 1960. Cette chute n'est pas compensée par la poussée sensible du FDP/DPS, son partenaire de coalition, auteur du troisième meilleur résultat de son histoire régionale.

### Conséquences
Le 9 avril 1985, Oskar Lafontaine est investi ministre-président pour son premier mandat.